# Hayden Tuma
Hayden Daniel Tuma (ur. 27 lipca 1995) – amerykański zapaśnik walczący w stylu klasycznym. 
Złoty medalista mistrzostw panamerykańskich w 2024; siódmy w 2017 i 2022 roku. Zawodnik Centennial High School z Boise, University of Nebraska–Lincoln i US Army.